# Yohan Goutt Goncalves
Pour les articles ayant des titres homophones, voir Goutte et Gut.
Yohan Carlos Goutt Goncalves, né le 20 décembre 1994 à Suresnes, est un skieur alpin est-timorais et français. 

## Biographie
Il est le premier athlète à participer aux Jeux olympiques d'hiver pour le compte du Timor oriental en participant aux Jeux olympiques d'hiver de 2014, à Sotchi, sur l'épreuve de slalom pour laquelle il est qualifié,. Il termine 43e et dernier classé avec 49,05 secondes de retard sur le champion olympique Mario Matt.
Il se qualifie de nouveau pour les Jeux olympiques de 2018, à Pyeongchang en Corée du Sud. Il ne termine cependant pas l'épreuve de slalom pour laquelle il était inscrit. Quatre ans plus tard, lors des Jeux olympiques à Pékin, il sort du tracé de slalom géant en deuxième manche et se classe 45e du slalom.
Il a pris part aussi à trois éditions des Championnats du monde, en 2015, 2019 et 2011, terminant au mieux 37e du slalom en 2021 à Cortina d'Ampezzo. Dans la Coupe du monde, il compte quatre départs en slalom en janvier 2018 et 2019.
Yohan Goutt Goncalves est d'origine timoraise par sa mère et française par son père, ce dernier Pierre Goutt est d'origine estonienne.